# تايغر 3
تايغر 3 (بالإنجليزية: Tiger 3)‏ هو فيلم أكشن وإثارة هندي صدر سنة 2023، من إخراج مانيش شارما وإنتاج أديتيا شوبرا تحت شركة ياش راج فيلم. الفيلم من بطولة سلمان خان، كاترينا كيف وعمران هاشمي. الفيلم تكملة لأحداث فيلم تايغر على قيد الحياة، وهو الجزء الخامس من سلسلة أفلام الحركة التجسسية من شركة ياش راج فيلم، وتتبع أحداث الفيلم أحداث فيلمي حرب وباثان. في الفيلم، ينطلق تايغر وزويا لإيقاف عميل وكالة الاستخبارات الباكستانية المنشق آتيش رحمن، الذي يستخدمهما لتنفيذ انقلاب ضد الحكومة الباكستانية سعيًا وراء أجندة مدمرة ضد الهند.
بدأ التصوير الرئيسي في مارس 2021 في دلهي ومومباي وإسطنبول وسانت بطرسبرغ وفيينا. الموسيقى التصويرية للفيلم من تأليف بريتام بينما الموسيقى الخلفية من تأليف تانوج تيكو. بميزانية تقدر بـ 300 كرور روبية، يعد هذا الفيلم واحدًا من أغلى الأفلام الهندية وأغلى فيلم من إنتاج شركة ياش راج فيلم.
صدر فيلم تايغر 3 في 12 نوفمبر 2023 بالتنسيقات القياسية وآيماكس و4 دي آكس وغيرها من التنسيقات المتميزة، بالتزامن مع عيد ديوالي. تلقى الفيلم آراء متباينة من النقاد بسبب حبكته وسرعته، لكنه تلقى الثناء أيضًا فيما يتعلق بتسلسل الحركة والموسيقى وأداء الممثلين (خاصة كيف وهاشمي). حقق الفيلم إيرادات بلغت 466.33 كرور روبية هندية في جميع أنحاء العالم، ليصبح خامس أعلى فيلم هندي من حيث الإيرادات لعام 2023، وسابع أعلى فيلم هندي من حيث الإيرادات لعام 2023، والفيلم الهندي الثالث والعشرون من حيث أعلى الإيرادات.

## القصة
في عام 1999، تشهد زويا المراهقة وفاة والدها عميل المخابرات الباكستانية ريحان نزار في انفجار قنبلة. بعد جنازته، زار زويا تلميذ نزار آتيش رحمن، الذي أقنعها بالانضمام إلى المخابرات الباكستانية.
في الوقت الحاضر، يتم استدعاء أفيناش سينغ راثور المعروف بإسم تايغر لمهمة من قبل رئيس وكالة الاستخبارات الهندية الجديد وخليفة شينوي مايثيلي مينون، لإنقاذ زميل تايغر السابق في الفريق غوبي أريا، الذي تم القبض عليه في أفغانستان أثناء محاولته استخراج معلومات من طالبان حول مهمة يجري التخطيط لها في باكستان. بعد إنقاذه، يكشف غوبي لتايغر أن زويا متورطة في المهمة ثم يموت متأثرًا بجراحه. يبدأ تايغر في التجسس على زويا ويتم تكليفه لاحقًا بحماية مورد الأسلحة جبران شيخ في سانت بطرسبرغ في روسيا، الذي عمل مع غوبي وهرب إلى البلاد بعد اكتشافه في باكستان. يشهد تايغر محاولة زويا لاغتيال شيخ؛ وبعد إنقاذه، يتم القبض على تايغر من قبل آتيش، الذي يكشف أنه أجبر زويا على اغتيال شيخ عن طريق تخديرها واختطافها هي وابنهما جونيور.
في الماضي، وقبل اثني عشر عامًا، تم الكشف عن أن آتيش سعى إلى إحباط معاهدة سلام بين الهند وباكستان في فيينا عن طريق إغتيال رئيس الجيش الهندي. ترفض زويا التعاون مع الخطة وتتمكن سرًا من إبلاغ القنصلية الهندية من خلال تايغر. تحاول زوجة أتيش الحامل شاهين بهيج اغتيال رئيس أركان الجيش الهندي، لكن تايغر يطلق النار عليها ويقتلها. ينكر أتيش أن عملاءه كانوا على علم بالخطة، حيث تم سجنه لاحقًا وطرده من وكالة المخابرات الباكستانية.
بالعودة إلى الحاضر، يجند تايغر وزويا فريقهما من عملاء المخابرات الهندية، والذي يضم راكيش، ومساعد شينوي الموثوق كاران والعضو الجديد نكهيل، لسرقة حقيبة لآتيش، تحتوي على أكواد إطلاق الصواريخ في إسطنبول مقابل إطلاق سراح جونيور. ثم يقوم آتيش بإيقاع تايغر وزويا في فخ الخيانة من قبل بلديهما، على الرغم من إطلاق سراح جونيور، مما أدى إلى سجن تايغر في سجن عسكري في شمال باكستان. حُكم على تايغر بالإعدام، لكنه تمكن من الفرار بمساعدة باثان.
يسافر تايغر إلى إسلام آباد ويلتقي بابنه المتبنى حسن. يعود فريق تايغر وزويا وعملاء المخابرات الباكستانية أبرار وجاويد إلى إسلام آباد، حيث علموا أن آتيش والجنرال امتياز حق، رئيس أركان جيش باكستان، يخططان لاغتيال رئيسة وزراء باكستان نسرين إيراني من أجل أن يحل آتيش محلها. في محاولة لإنقاذ إيراني، يدخل تايغر وزويا وفريقهما سرًا مكتب رئيس الوزراء الباكستاني ويكشفون الخطة لإيراني. يأخذ تايغر وزويا إيراني إلى مخبأ تحت الأرض في مكتب رئيس الوزراء الباكستاني ويجبر تايغر الجنرال حق على الكشف عن الخطة علنًا.
ومع ذلك، يقتل آتيش الجنرال حق سرًا بمساعدة جاويد، الذي يخون كاران وأبرار، ويقتلهما. يورّط آتيش تايغر في قتل الجنرال حق، ويحدد مع جاويد مكان إيراني أخيرًا. يضحي حسن بنفسه ويفجر نفسه في وجه آتيش وفريقه، مما يسمح لتايغر وزويا بمساعدة إيراني على الهروب؛ في هذه العملية، يكشف تايغر لآتيش أنه كان يعرف خيانة جاويد، بعد أن اكتشف هويته كونه أخ زوجته الميتة شاهين. تنتقم زويا لموت أبرار وكاران بقتل جاويد. ينشب قتال بين تايغر وآتيش، وينتهي بقتل تايغر لآتيش. تكشف إيراني مؤامرة آتيش للجمهور. ثبتت براءة تايغر وزويا وفريقهما. يتصل تايغر بمينون ويؤكد لها أنه سيكون دائمًا موجودًا لخدمة بلاده.
خلال مشهد بعد شارة النهاية، يتصل العقيد سونيل لوثرا بكبير دهاليوال، الذي كان في اليابان ويكلفه باغتيال عدو مجهول، مما يمهد الطريق لحرب جديدة.

## طاقم التمثيل
- سلمان خان بدور أفيناش سينغ راثور (تايغر)، عميل وكالة الاستخبارات الهندية وزوج زويا.
- كاترينا كيف بدور زويا، عميلة وكالة الاستخبارات الباكستانية وزوجة تايغر.
  - جوركيت كور بدور زويا المراهقة.
- عمران هاشمي بدور آتيش رحمن، نائب رئيس وكالة الاستخبارات الباكستانية السابق.
- رافاثي بدور مايثيلي مينون، رئيسة وكالة الاستخبارات الهندية.
- سيمران بدور نسرين إيراني، رئيسة وزراء باكستان.
- ريدهي دوجرا بدور شاهين بهيج، زوجة آتيش وشقيقة جاويد.
- فيشال جيثوا بدور حسن علي، ابن تايغر وزويا بالتبني.
- كومود ميشرا بدور راكيش براساد تشوراسيا.
- رانفير شوري بدور غوبي آريا.
- عامر بشير بدور ريحان نزار، عميل وكالة الاستخبارات الباكستانية ووالد زويا.
- جافي شاهال في دور الرائد أبرار شيخ.
- أنانت فيدهات شارما بدور كاران راو.
- دانيش بهات في دور النقيب جافيد بهيج، شقيق شاهين.
- سارتاج كاكار بدور جونيور، ابن تايغر وزويا.
- شاندراكور راي بدور نكهيل.
- شهيد لطيف بدور الجنرال امتياز حق، رئيس أركان الجيش الباكستاني.
- إدوارد سونينبليك بدور الدكتور ب. هوفمان.
- نيراج بوروهيت بدور جبران شيخ.
- دانيش حسين بدور الجنرال وسيم رياض، المدير العام لوكالة الاستخبارات الباكستانية.
- ميشيل لي بدور الجنرال زيمو.
- أنيش كوروفيلا بدور رئيس الوزراء الهندي.
- دينزيل سميث بدور وزير الدفاع الهندي.
- بيمال أوبيروي بدور الجنرال ريبيرو، رئيس أركان الجيش الهندي.
- سانديب كولكارني بدور راميز، سكرتير رئيسة الوزراء الباكستانية.
- فاريندر سينغ غومان بدور شكيل، حارس السجن الباكستاني.[6]
- شاه روخ خان بدور باثان (دور الكاميو).[7]
- هريثيك روشان بدور الرائد كبير دهاليوال (ظهور خاص).[8]
- أشوتوش رنا بدور العقيد سونيل لوثرا (ظهور خاص).[9]

## الإنتاج

### التطوير
في أوائل عام 2020، وردت أنباء عن أن تكملة لفيلم تايغر على قيد الحياة (2017) كانت قيد التطوير، حيث سيعيد سلمان خان وكاترينا كيف أدوارهما. في أواخر عام 2020، تم تعيين مانيش شارما لإخراج الفيلم، خلفًا لـ علي عباس ظفر الذي أخرج الجزء السابق. في 4 مارس 2022، أعلنت شركة ياش راج فيلم عن المشروع من خلال مقطع فيديو تشويقي.

### اختيار الممثلين
كانت شانو شارما مديرة اختيار الممثلين في الفيلم. تم تأكيد إعادة خان وكيف لأدوارهما كتايغر وزويا على التوالي، مع اختيار عمران هاشمي في دور الخصم، في فبراير 2021. تم الإعلان عن عودة رانفير شوري إلى السلسلة، بعد غيابه في تايغر على قيد الحياة. انضم فيشال جيثوا إلى فريق التمثيل في أكتوبر 2021، بينما تم اختيار رافاثي وريدهي دوجرا بعد شهر. أعاد شاه روخ خان وهريثيك روشان أدوارهما كـ باثان والرائد كبير دهاليوال، في ظهور قصير على التوالي.

### التصوير
بدأ التصوير الرئيسي في الأسبوع الثالث من مارس 2021، في دلهي ومومباي. أقيمت صلاة بوجا في 26 فبراير 2021 في استوديوهات ياش راج فيلم في مومباي. ثم تم التصوير في تركيا، بما في ذلك كبادوكيا وأنطاليا وإسطنبول، بينما تم تصوير مشهد مطاردة بالسيارات في سانت بطرسبرغ في أغسطس 2021. تم تصوير مشاهد إضافية في النمسا (فيينا وزالتسبورغ وألتاوسي) في سبتمبر 2021. استؤنف التصوير في الهند بحلول فبراير 2022، في نيودلهي، وتم تصوير المزيد من مشاهد الحركة في مومباي في أبريل 2023. تم تصوير مشهد شاه روخ خان القصير خلال جدول زمني مدته 10 أيام في جزيرة ماده، حيث تم إنشاء مجموعة كبيرة لتسلسل الحركة. تم إخراج مشهد روشان القصير بواسطة أيان موخرجي، مخرج فيلم حرب 2 القادم. وانتهى التصوير في مايو 2023.

## الموسيقى
تم تأليف الموسيقى التصويرية للفيلم بواسطة بريتام، بينما كتب كلمات الأغاني إرشاد كاميل وأميتاب باتاتشاريا. تم تأليف الموسيقى التصويرية الخلفية بواسطة تانوج تيكو. تم إصدار الأغنية المنفردة الأولى بعنوان خذها باسم الرب في 23 أكتوبر 2023. تم إصدار الأغنية المنفردة الثانية بعنوان روان في 6 نوفمبر 2023.

## التسويق
تم إصدار مقطع دعائي تشويقي بعنوان رسالة تايغر في 27 سبتمبر 2023. تم إصدار المقطع الدعائي الرسمي في 16 أكتوبر 2023.

## الإصدار

### الإصدار المسرحي
كان من المقرر في البداية إصدار فيلم تايغر 3 في 21 أبريل 2023 ليتزامن مع عيد الفطر. ثم تم تأجيله إلى 12 نوفمبر 2023 وتم إصداره عبر 8900 شاشة حول العالم باللغة الهندية مع إصدارات مدبلجة باللغتين التاميلية والتيلجو، تزامنًا مع عيد ديوالي. تم حظر الفيلم في سلطنة عمان والكويت وقطر بسبب تصويره السلبي للدول الإسلامية.

### الإصدار المنزلي
تم عرض الفيلم لأول مرة على أمازون برايم فيديو اعتبارًا من 7 يناير 2024 وتم عرضه لأول مرة على شاشة التلفزيون على شبكة ستار غولد في 16 مارس 2024 على الساعة 8:00 مساءً وتم إعادة بثه في 17 مارس 2024 على الساعة 12:00 ظهرًا.

## الإستقبال

### شباك التذاكر
اعتبارًا من 15 ديسمبر 2023، حقق فيلم تايغر 3 أكثر من 345.78 كرور روبية (41 مليون دولار أمريكي) في الهند و120.55 كرور روبية (14 مليون دولار أمريكي) في الأسواق الخارجية بإجمالي عالمي يزيد عن 466.63 كرور روبية (56 مليون دولار أمريكي).
حقق الفيلم الرقم القياسي لأعلى يوم افتتاح في ديوالي لفيلم باللغة الهندية بإجمالي 94 كرور روبية (11 مليون دولار أمريكي)، بما في ذلك 7.76 كرور روبية (930 ألف دولار أمريكي) من المعاينات المدفوعة في أمريكا الشمالية. حققت النسخة الهندية من الفيلم رقمًا قياسيًا قدره 43 كرور روبية (5.2 مليون دولار أمريكي) في الهند، مع 1.50 كرور روبية (180 ألف دولار أمريكي) إضافية من نسختيه المدبلجة بالتاميل والتيلجو، بإجمالي صافٍ قدره 44.50 كرور روبية (5.3 مليون دولار أمريكي). كان لديه أكبر عطلة نهاية أسبوع افتتاحية عالمية لكل من خان وكيف.

### الاستجابة النقدية
على موقع تجميع المراجعات روتن توميتوز، حصل الفيلم على 57% من 21 مراجعة نقاد إيجابية، بمتوسط تقييم 6.0/10.
تلقى فيلم تايغر 3 مراجعات متباينة إلى إيجابية من النقاد مع الثناء على تسلسلات الحركة والجوانب الفنية وأداء الممثلين (خاصة خان وكيف وهاشمي)، لكنهم انتقدوا حبكته ووتيرته.
أعطى تاران أدارش من موقع بوليوود هانجاما الفيلم 4 من أصل 5 نجوم وكتب «تايغر 3 هو أكبر انفجار يمكنك توقعه في ديوالي هذا» وأشاد بالنصف الثاني من الفيلم وأداء خان وكيف وأشاد بالظهور القصير لشاه روخ خان. أعطى هيميش مانكاد من بينكفيلا 3.5/5 وكتب «يتميز فيلم تايغر 3 بتسلسلات حركة ضخمة مدعومة بأداء قوي من قبل خان وكيف وهاشمي. في حين أن الوتيرة تشكل مشكلة في بعض الأماكن، فإن الحبكة الأساسية بها ما يكفي من الارتباط العاطفي لإبقائك ملتصقًا بالشاشة الكبيرة. الفيلم عبارة عن فيلم ترفيهي مليء بالحركة يحتوي على جميع المكونات ليظهر كأفضل فيلم لخان حتى الآن.» أعطى سونيل ديدهيا من نيوز 18 الفيلم 3.5/5 وكتب «يحتوي فيلم تايغر 3 على بعض تسلسلات الحركة الممتازة التي تضم خان وكيف. يفي هاشمي بدوره كخصم. هناك العديد من اللحظات الجميلة في فيلم تايغر 3 بما في ذلك الظهور القصير (الذي يعرفه الجميع). سيحظى معجبو خان بمتعة كبيرة في ديوالي هذا العام.» أعطى فينامرا ماثور من فيرست بوست الفيلم 3.5/5 وكتب «يندمج خان وكيف مع أحداث فيلم تايغر 3 بحماسة شديدة. يبدو الفيلم أنيقًا ورائعًا، لكنه طويل بعض الشيء. فقط لو كان به المزيد من الإثارة والتوتر والقليل من الكلام.»

## وصلات خارجية
- تايغر 3 على موقع IMDb (الإنجليزية)
- تايغر 3 على موقع روتن توميتوز (الإنجليزية)
- تايغر 3 على موقع قاعدة بيانات الأفلام العربية
- تايغر 3 على موقع ألو سيني (الفرنسية)
- تايغر 3 على موقع قاعدة بيانات الفيلم (الإنجليزية)
- تايغر 3 على موقع ليتربوكسد (الإنجليزية)
- تايغر 3 على موقع كينوبويسك (الروسية)